# 何塞普·马里亚·马加利
何塞普·马里亚·马加利（西班牙語：Josep Maria Margall，1955年3月17日—），西班牙男子篮球运动员。他曾代表西班牙参加1980年、1984年和1988年夏季奥林匹克运动会篮球比赛，其中1984年奥运会获得一枚银牌。